# Adriaan de Weerdt
Adriaan de Weerdt (Brussel, ca. 1510 – Keulen, ca. 1590) was een Zuid-Nederlandse renaissanceschilder.

## Leven
Volgens Karel van Mander reisde De Weerdt naar Antwerpen om schilderen te leren bij Christian van den Queborn, wiens zoon Daniel hofschilder werd in Den Haag. De Weerdt keerde terug naar Brussel en schilderde landschappen in de trant van Frans Mostaert. Hij reisde vervolgens naar Italië om het werk van Parmentius te leren kennen en kwam weer terug rond 1566; hij schilderde daarna in een volledig andere stijl. Hij ontvluchtte Antwerpen met zijn moeder vanwege de Nederlandse opstand en ging naar Keulen, waar hij allegorische prenten maakte, soms samen met Dirck Volckertszoon Coornhert op embleemillustraties.